# Trekroner Center
Trekroner Center er et bygningskompleks med boliger, kontorfaciliteter og butikker beliggende mellem  Trekroner Station  og  Roskilde Universitetscenter i  Roskilde Kommune. 
Centeret åbnede den 23. august 2008 og er ejet af AKF Koncernen.
For nuværende, 2009, huser centret forskellige forretninger, blandt andet et apoteksudsalg fra SvaneApoteket Fakta, Super Brugsen, Pizzeria samt Sparekasse.
|  | Denne artikel om en bygning eller et bygningsværk kan blive bedre, hvis der indsættes et (bedre) billede. Du kan hjælpe ved at afsøge Wikimedia Commons for et passende billede eller lægge et op på Wikimedia Commons med en af de tilladte licenser og indsætte det i artiklen. |

55°38′54.61″N 12°8′0.45″Ø / 55.6485028°N 12.1334583°Ø